# Justin (Feldherr)

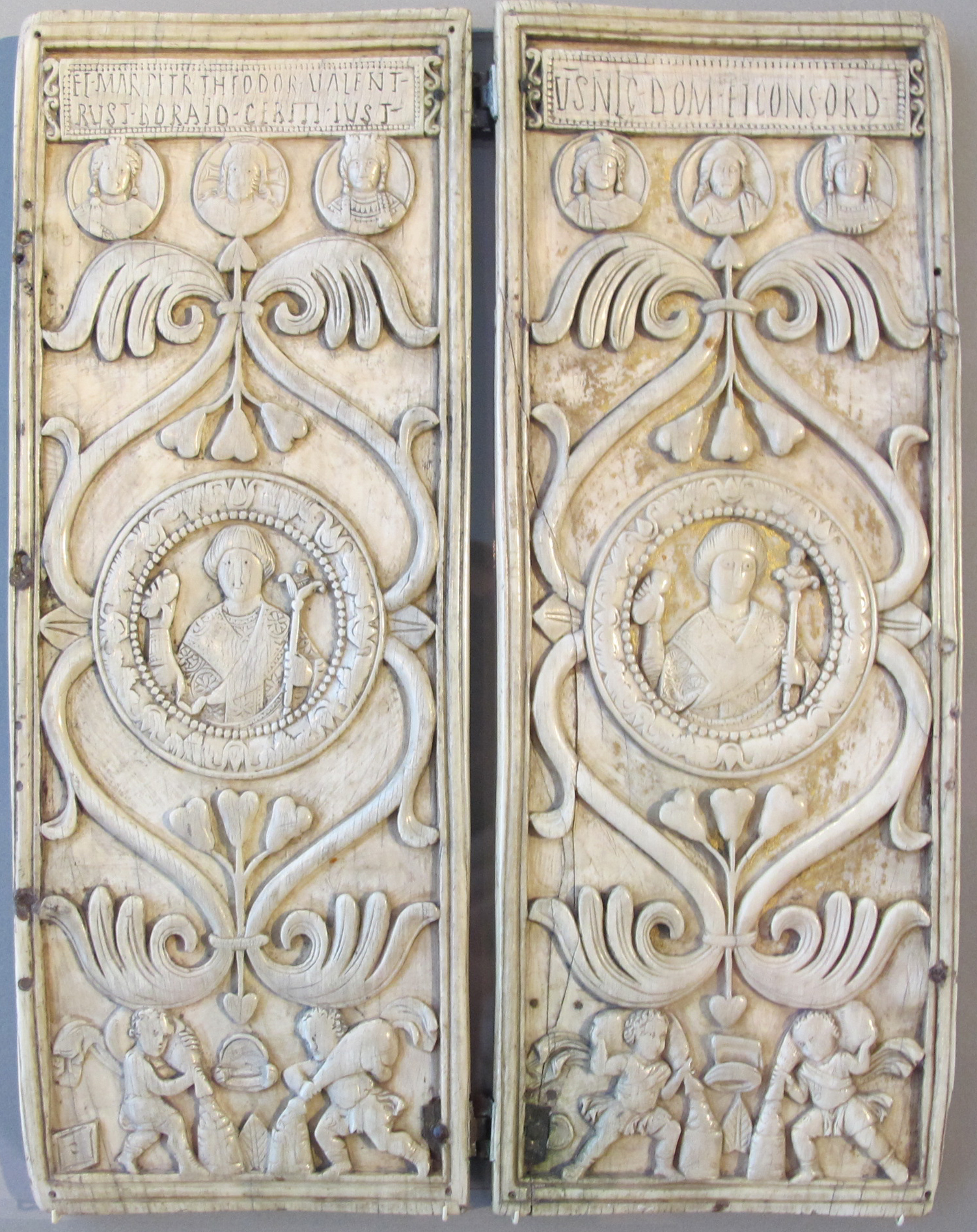
Konsulardiptychon Justins (540 n. Chr.). Links der Name des Konsuls, rechts seine Würden: V(ir) INL(ustris) C(omes) DOM(esticorum) ET CONS(ul) ORD(inarius).

Justin (Flavius Mar[c]ianus (?) Petrus Theodorus Valentinus Rusticius Boraides Germanus Iustinus; † 566 in Alexandria in Ägypten) war ein Sohn (wohl der älteste) des oströmischen Feldherrn Germanus und dessen Frau Passara und damit ein Großcousin Kaiser Justinians.

## Leben
Geboren nach 525, bekleidete Justin bereits in sehr jungen Jahren 540 das Konsulat. Obwohl fast noch ein Kind, war er zu diesem Zeitpunkt bereits ein vir illustris und bekleidete pro forma den Posten eines comes domesticorum. Als Erwachsener galt er dann, wie sein Vater und sein Bruder Justinian, als talentierter General und kämpfte gegen plündernde Slawen auf dem Balkan sowie ab 554 gegen die persischen Sassaniden im Kaukasusraum. 557 wurde er zum magister militum per Armeniam und damit faktisch zum Oberbefehlshaber im Perserkrieg ernannt, dessen Kampfhandlungen sich damals auf die Kaukasusregion beschränkten. 
Nachdem 561/2 Frieden mit den Sassaniden geschlossen worden war, wurde Justin an die Donaufront versetzt. Zum Zeitpunkt des Todes Kaiser Justinians im November 565 hatte er dort ein wichtiges Kommando inne (magister militum per Illyricum?) und galt als der aussichtsreichste Kandidat auf Justinians Nachfolge. Doch da er sich nicht in Konstantinopel aufhielt, kam er nicht zum Zuge. Stattdessen wurde dort der curopalatus Flavius Iustinus (Justin II.), ein anderer Neffe Justinians, zum Kaiser proklamiert, vor allem aufgrund seiner guten Kontakte im Palast. Justin wurde kurz darauf nach Alexandria beordert und dort wenig später, vermutlich im Auftrag des neuen Kaisers und angeblich aufgrund der Einflussnahme von dessen Ehefrau Sophia, im Schlaf ermordet.